# NP Близнецов
NP Близнецов (лат. NP Geminorum, HD 52554) — двойная звезда в созвездии Близнецов на расстоянии приблизительно 800 световых лет (около 245 парсек) от Солнца. Видимая звёздная величина звезды — от +6,04m до +5,89m.

## Характеристики
Первый компонент — красный гигант, пульсирующая медленная неправильная переменная звезда (LB:) спектрального класса M1,5, или M0, или M1, или M3, или M4, или M6, или Ma. Масса — около 1,421 солнечной, радиус — около 151,008 солнечных, светимость — около 1429,385 солнечных. Эффективная температура — около 3478 К.
Второй компонент — коричневый карлик. Масса — около 30,64 юпитерианских. Удалён в среднем на 1,681 а.е..